# Хелме
Хе́лме (эст. Helme), также Хе́льме — посёлок в волости Тырва уезда Валгамаа, Эстония.
До административной реформы местных самоуправлений Эстонии 2017 года входила в состав волости Хелме и был её административным центром.

## География и описание
Расположен у западной границы волости Тырва, в 27 км к северу от уездного центра — города Валга. Высота над уровнем моря — 77 метров.
На территории посёлка находится водохранилище Хелме и часть природоохранной зоны реки Хелме.
Климат умеренный. Официальный язык — эстонский. Почтовый индекс — 68608.

## Население
По данным переписи населения 2021 года, в Хелме насчитывалось 217 жителей, из них 213 (98,2 %) — эстонцы.
По данным переписи населения 2011 года, в посёлке проживали 167 человек, из них 162 (97,0 %) — эстонцы.
Численность населения посёлка Хелме по данным переписей населения:
| Год  | 1959 | 1970  | 1979  | 1989  | 2000  | 2011  | 2021  |
| ---- | ---- | ----- | ----- | ----- | ----- | ----- | ----- |
| Чел. | 306  | ↗ 653 | ↗ 792 | ↘ 725 | ↘ 419 | ↘ 167 | ↗ 217 |

## История
В письменных источниках 1366 года упоминается Helmeden (приход), 1533 года — Helmde, 1782 года — Elme.
Считается, что мыза Хельмет (нем. Helmet, Хелме, эст. Helme mõis) была построена в XIV веке, после возведения в XIII веке орденского замка Хельмет (нем. Schloß Helmet). Последний, вероятно, был построен на более раннем городище. В средние века рядом с замком был возведён город, в котором жили ремесленники. В 1501 году в битве под Гельмедом ливонское войско было наголову разбито русским войском во главе с воеводой Даниилом Щенёй. В польской ревизии 1599 года посёлок также упоминается. В разные периоды в крепости жили немцы, русские, литовцы и шведы. Последние взорвали крепость в 1658 году, с тех пор она стоит в руинах. Построенный в XVIII веке мызный ансамбль в стиле раннего классицизма является самым представительным в Южной Эстонии.  
Полутораэтажное главное здание мызы Хельмет (господский особняк, ) в стиле барокко, построено в 1760—1770-х годах, во времена Якоба Густава фон Ренненкампфа (Jakob Gustav von Rennenkampff). В своё время мызу окружал парк в английском стиле со множеством павильонов (один из них был похож на Храм Весты в Тиволи), гротами и пр.; к городищу можно было пройти по построенному через защитный ров мосту. Парк, площадь которого составляет 11,13 га, является природоохранным объектом и внесён в Государственный регистр памятников культуры Эстонии как . Из большого числа хозяйственных построек к настоящему времени сохранилось небольшое число (в перестроенном в виде). С 1924 года в главном здании мызы много лет работала профессиональная школа. 
Осенью 2021 года волость Тырва выставила главное здание мызы Хелме на продажу всего за 30 тысяч евро (это был уже второй аукцион, в ходе первого покупателя не нашлось) c условием, что новый собственник в течение трёх лет реконструирует крышу усадьбы, фасад, водосточную систему и проёмы. 
В 1920-е годы, после национализации мызы, на её землях образовалось поселение Хелме, в 1977 году получившее официальный статус посёлка. В том же году к Хелме была присоединена часть деревни Кангру (эст. Kangru).

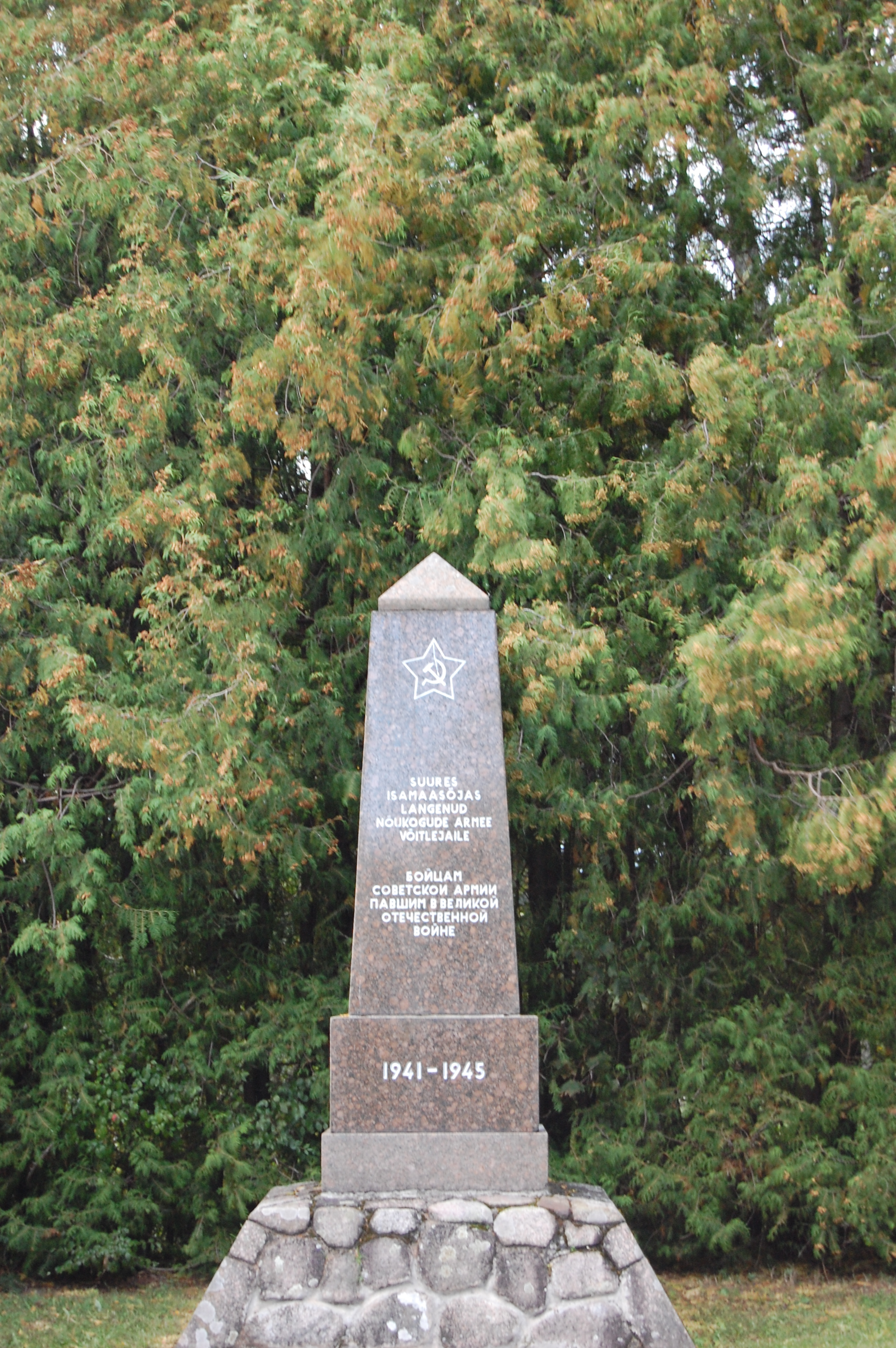
Советский памятник на братской могиле павших во II мировой войне, в Хелме. Демонтирован в 2023 году

В 1950-е годы на расположенной на территории посёлка братской могиле советских воинов, павших во Второй мировой войне (исторический памятник с 1997 до 2023 года), был установлен памятник с надписями «Воины! Мы не забудем тех, кто погиб при освобождении Родины и района Хельмеского сельсовета от немцев» и «Слава павшим! Вы отдали свои жизни в Великой Отечественной войне, спасая нашу родину от заклятого врага». Согласно советским документам, в братской могиле было похоронено 513 человек. В протоколе от 30 ноября 2022 года рабочая группа по советским памятникам при Госканцелярии Эстонии признала памятник «красным монументом», подлежащим демонтажу с переносом останков на кладбище (см. Список советских военных памятников Эстонии).

## Инфраструктура
В 1999 году путём слияния профессиональных школ Хельме и Валга был создан Валгамааский центр профессионального образования, в Хелме работало его отделение. Когда в 2011 году в Валга был построен новый учебный комплекс, деятельность Хельмеского отделения школы завершилась.
С 2000 по 2002 год в Хелме работал детский сад, до 2017 года — дневной центр для пожилых людей.
На территории деревни расположено кладбище Хелме  с часовней (основано в 1794 году как лютеранское, позже добавилась православная часть).

## Достопримечательности
- Развалины орденского замка Хельмет,  памятник архитектуры

Крепость размерами 116 метров на 70 метров расположена в юго-восточной части возвышенности Сакала, около шоссе Пярну—Валга, на природном холме высотой 18-20 метров, прорезанном двумя рвами. К югу от главной крепости находилось плацдармообразное надвратное здание, откуда к крепости вёл каменный мост, от которого сохранились остатки опор моста. В настоящее время от неё остались фрагменты высоких стен из бутового камня с пустыми провалами окон. В долине у холма течёт Докторский родник (Арстиаллик, эст. Arstiallik) – в народе считается, что его вода лечит от семи болезней.
- Пещеры Хелме

Расположены в парке одноимённой мызы, неподалеку от границы с Латвией. Во времена войн древние эсты использовали их как оборонительные укрепления. Хелмеские пещеры являются самыми старыми из сохранившихся в Эстонии гротов. Они образовались естественным образом под воздействием родников, впоследствии люди их расширили. Изначально пещер было семь, крупнейшей из них была пещера под названием «Моисеева церковь». В настоящее время для посещения открыты три пещеры.
- Жертвенный камень Орьякиви, археологический памятник

Согласно Яану Юнгу, этот камень называют одновременно «камнем сиденья» и «камнем раба». Юнг ссылается на народную сказку, в которой раб (в другом варианте — ребёнок-сирота), сбежавший от своих мучителей, оставил следы на камне, когда спал на нём.

## Галерея

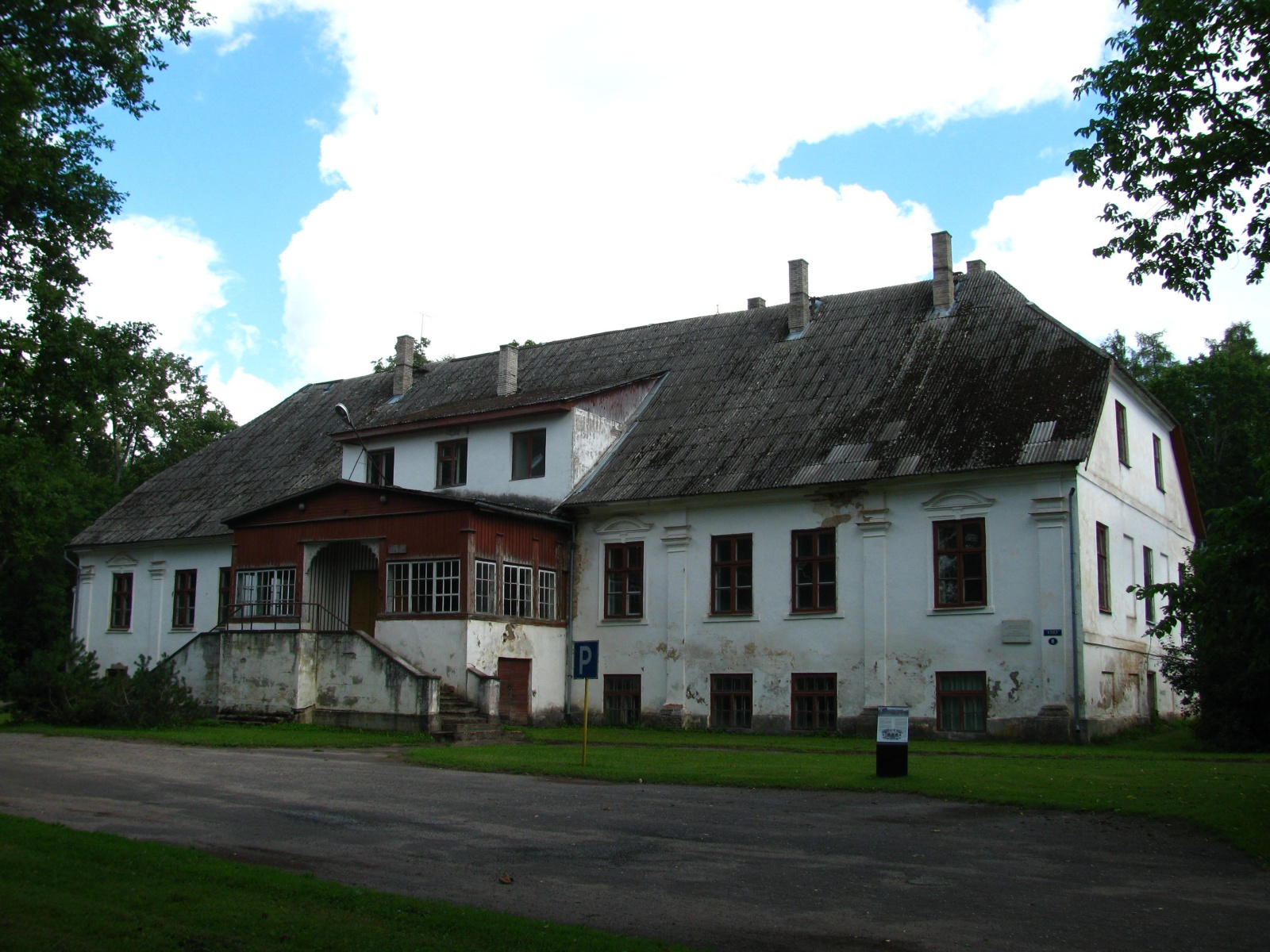
Главное здание мызы Хельмет (Хелме)
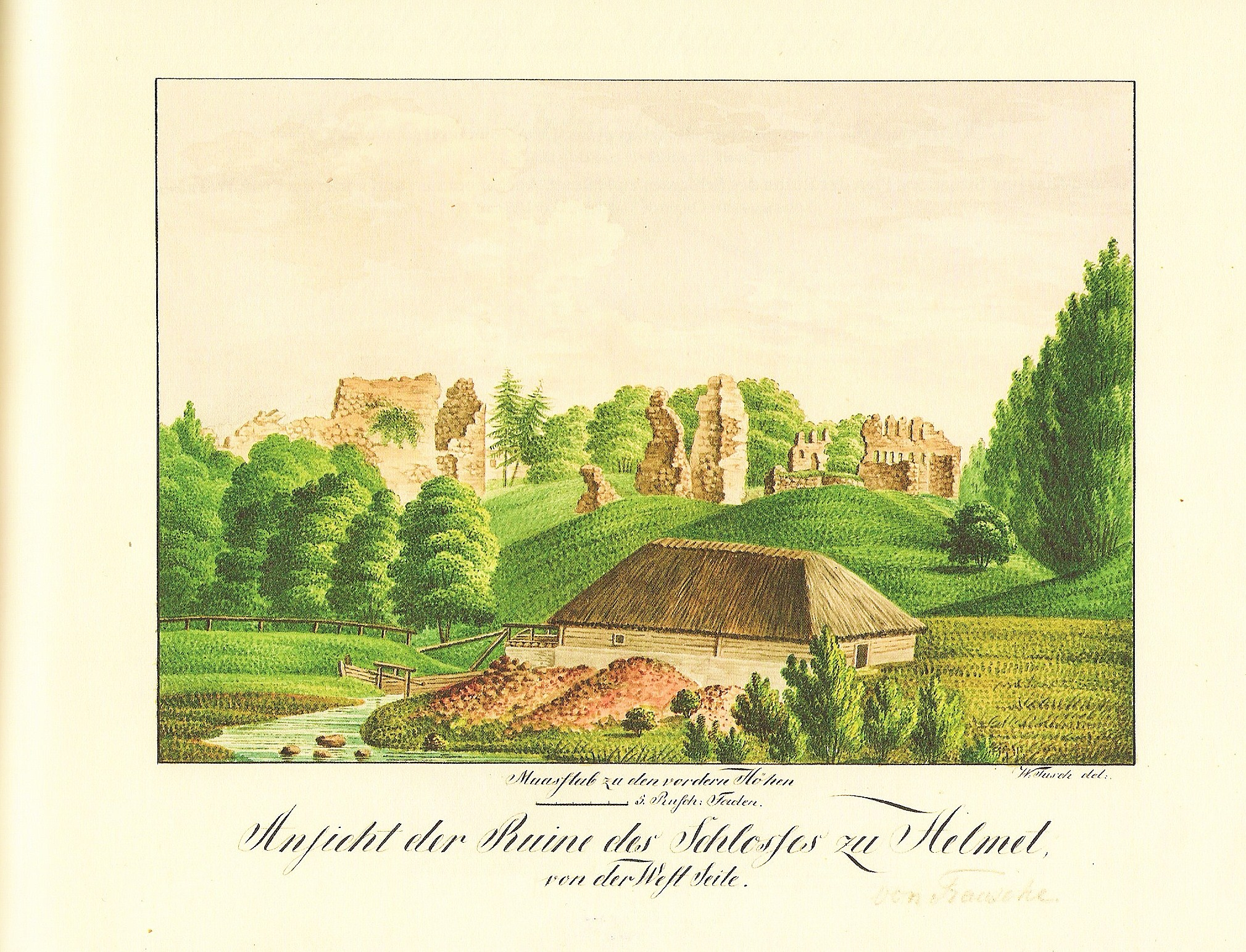
Развалины городища Хельмет, рисунок XIX века
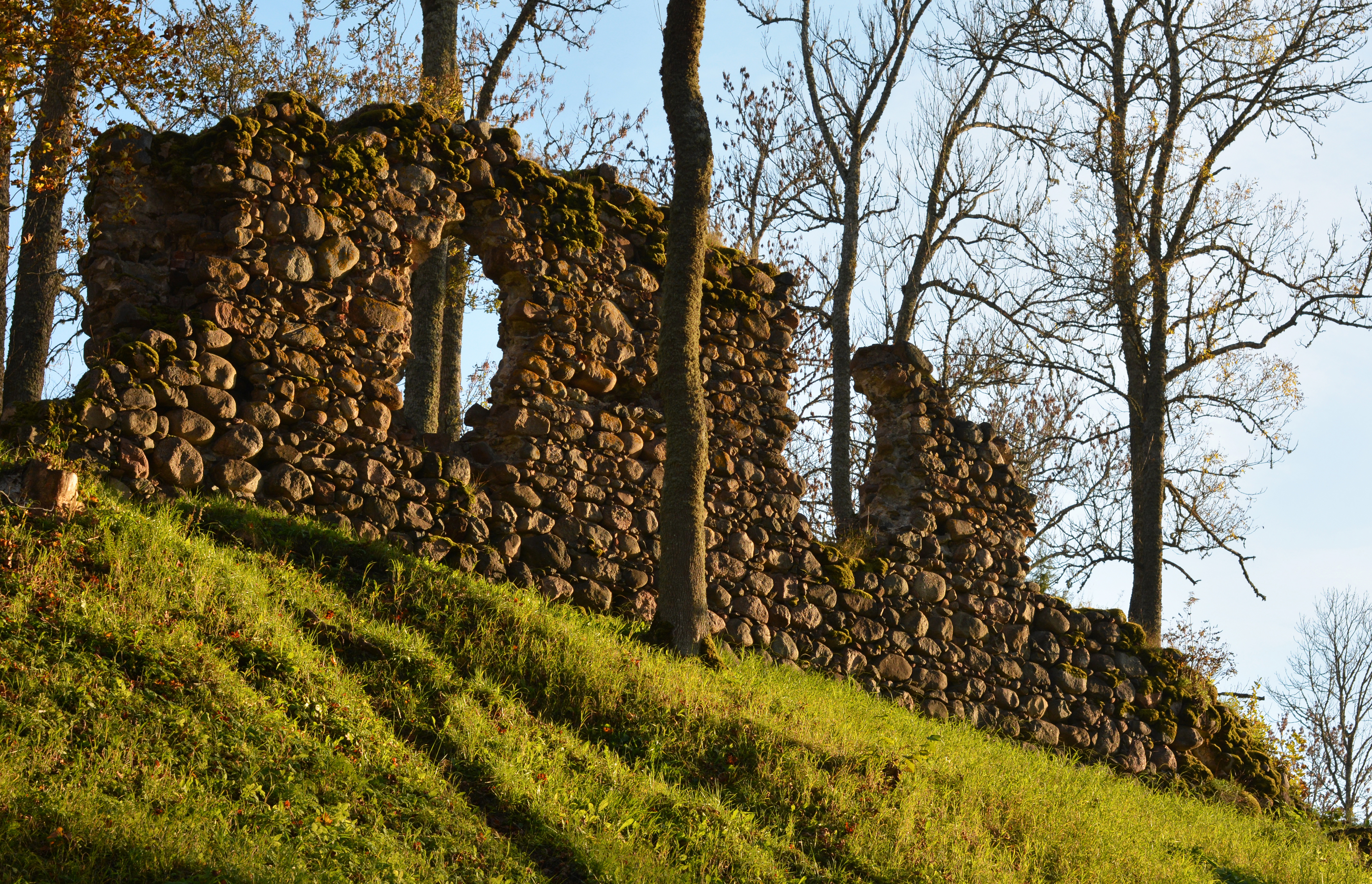
Руины городища Хельмет
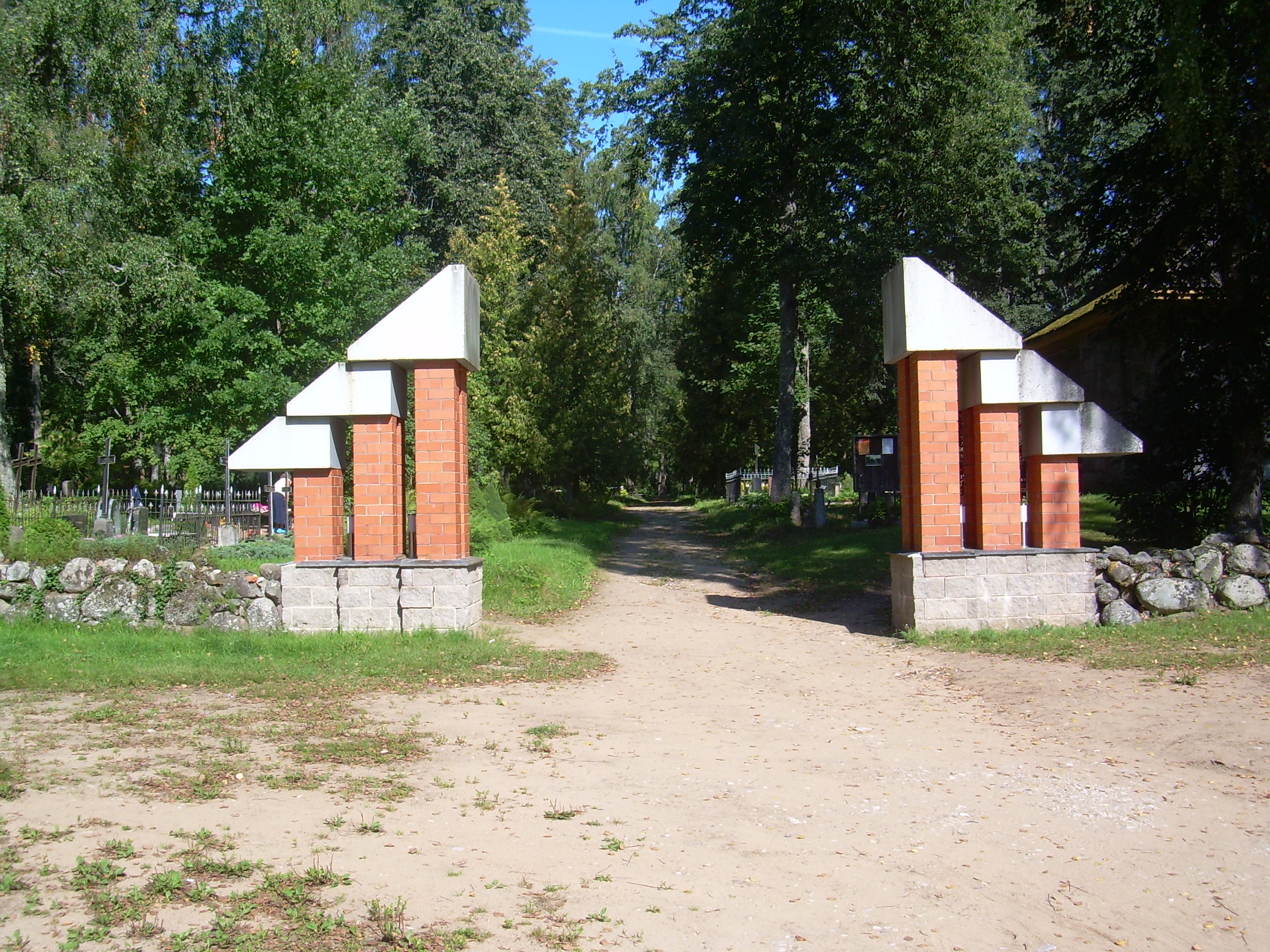
Кладбище Хелме
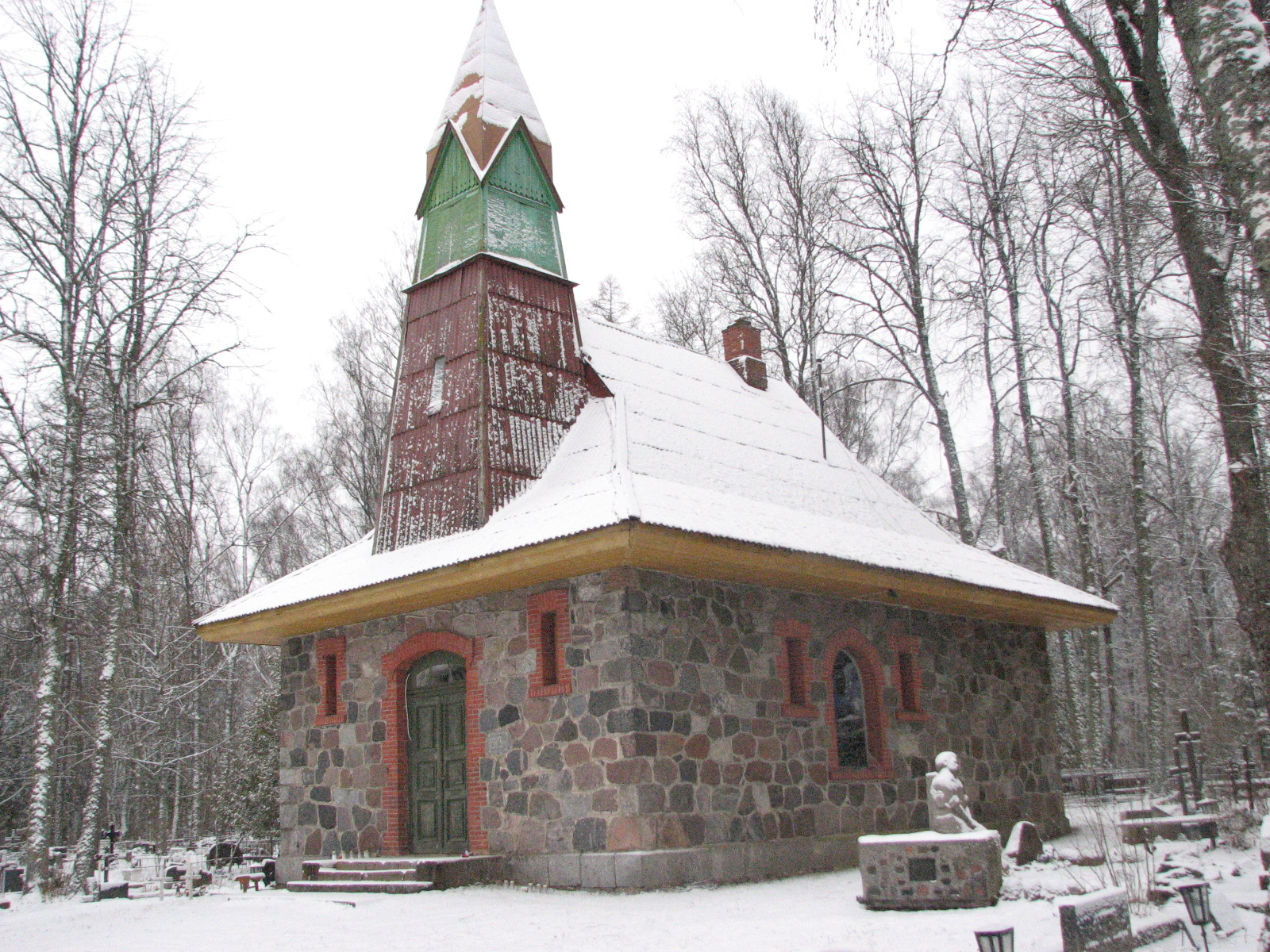
Часовня на кладбище Хелме
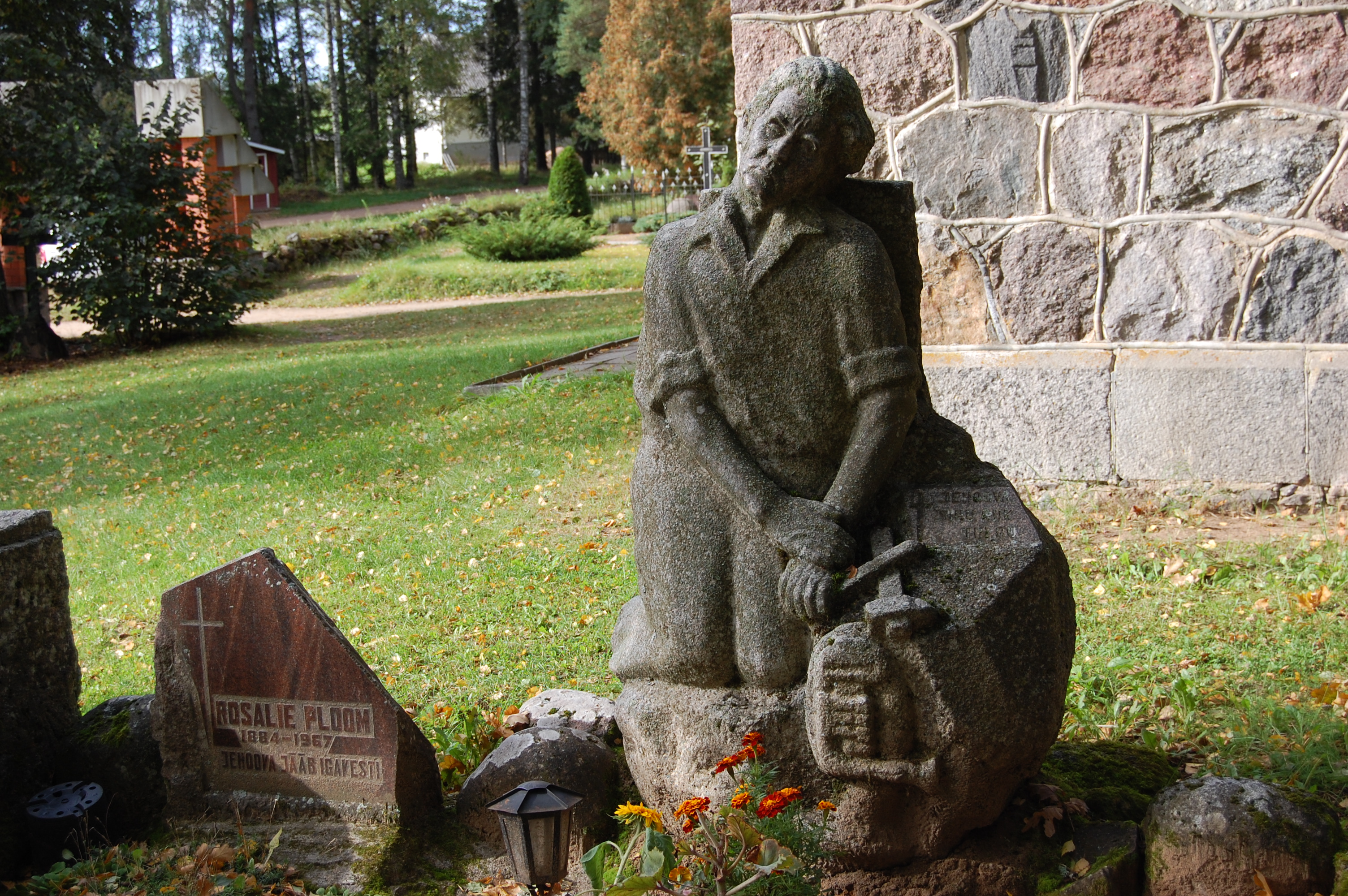
Надгробный памятник камнетёсу Плоому на кладбище Хелме
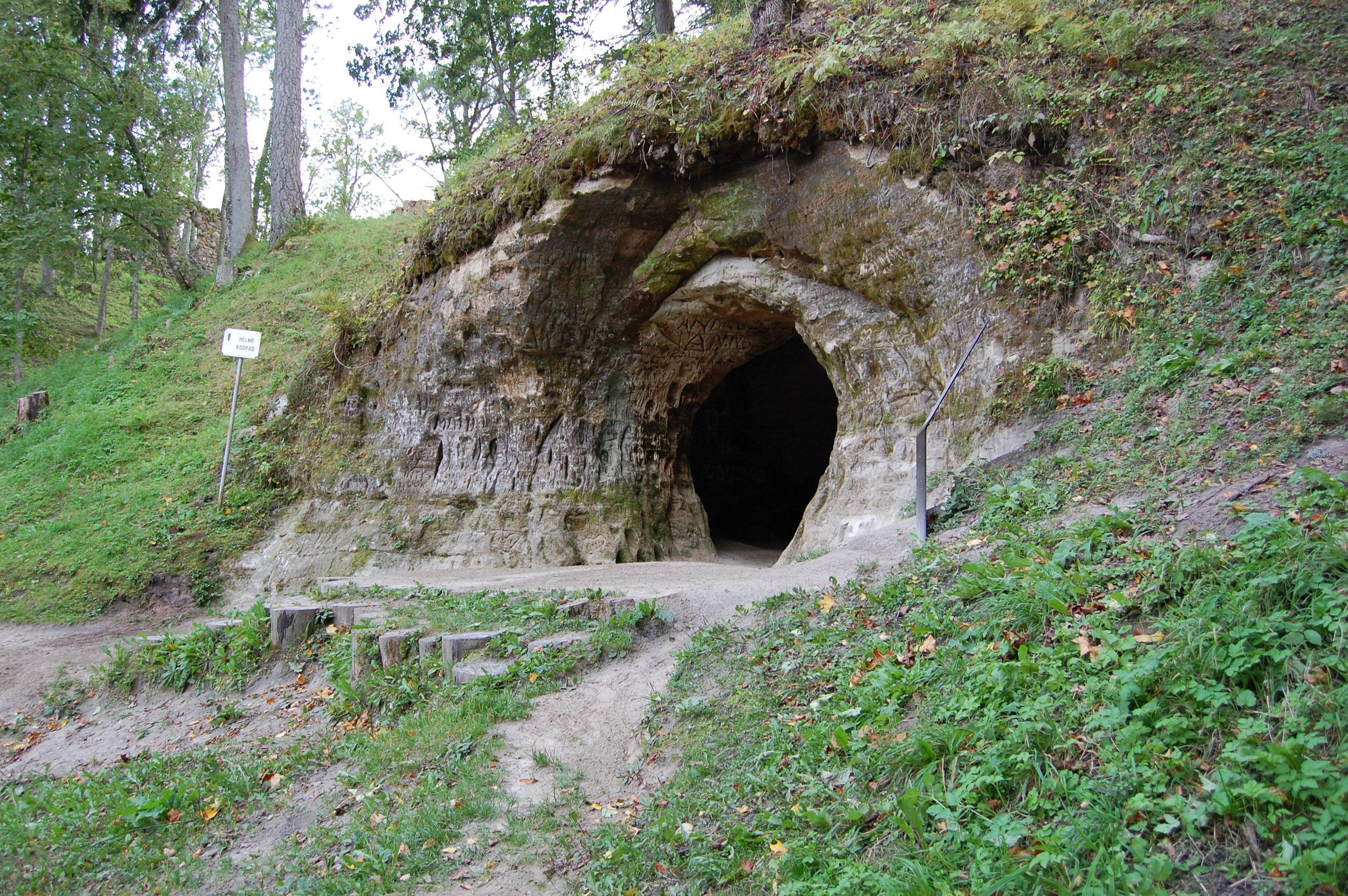
Вход в Хелмеские пещеры
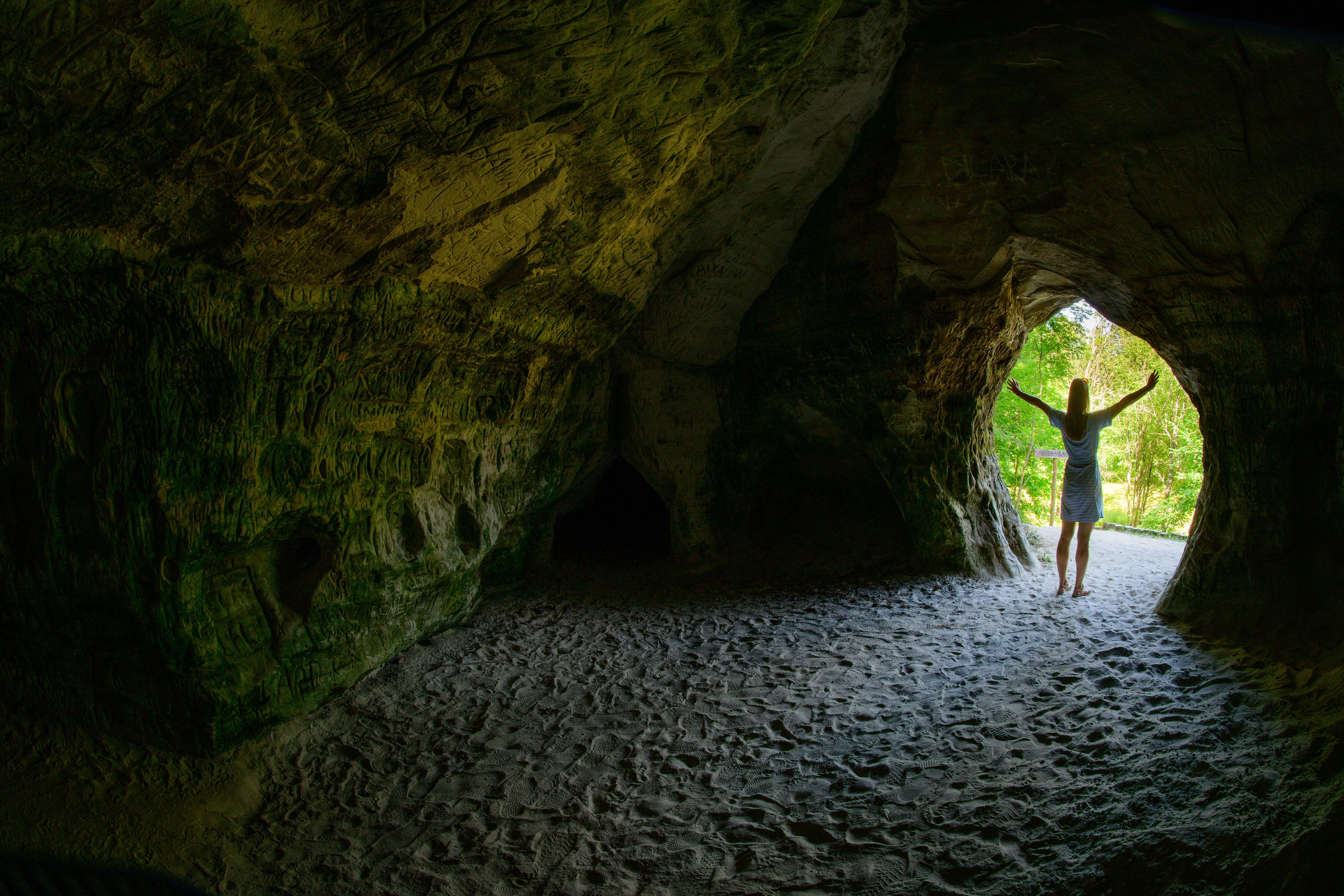
Хелмеские пещеры
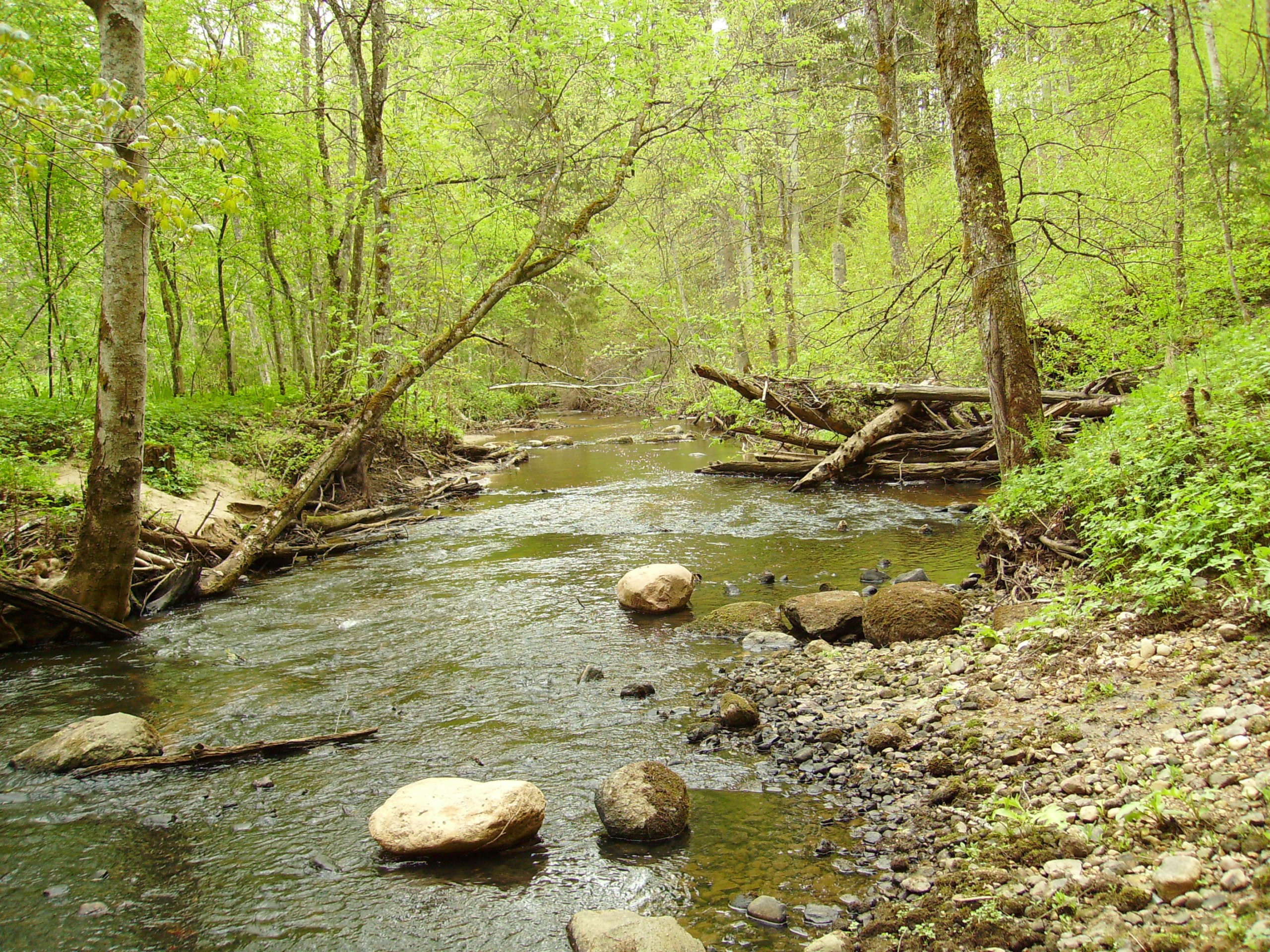
Природохранная зона реки Хелме
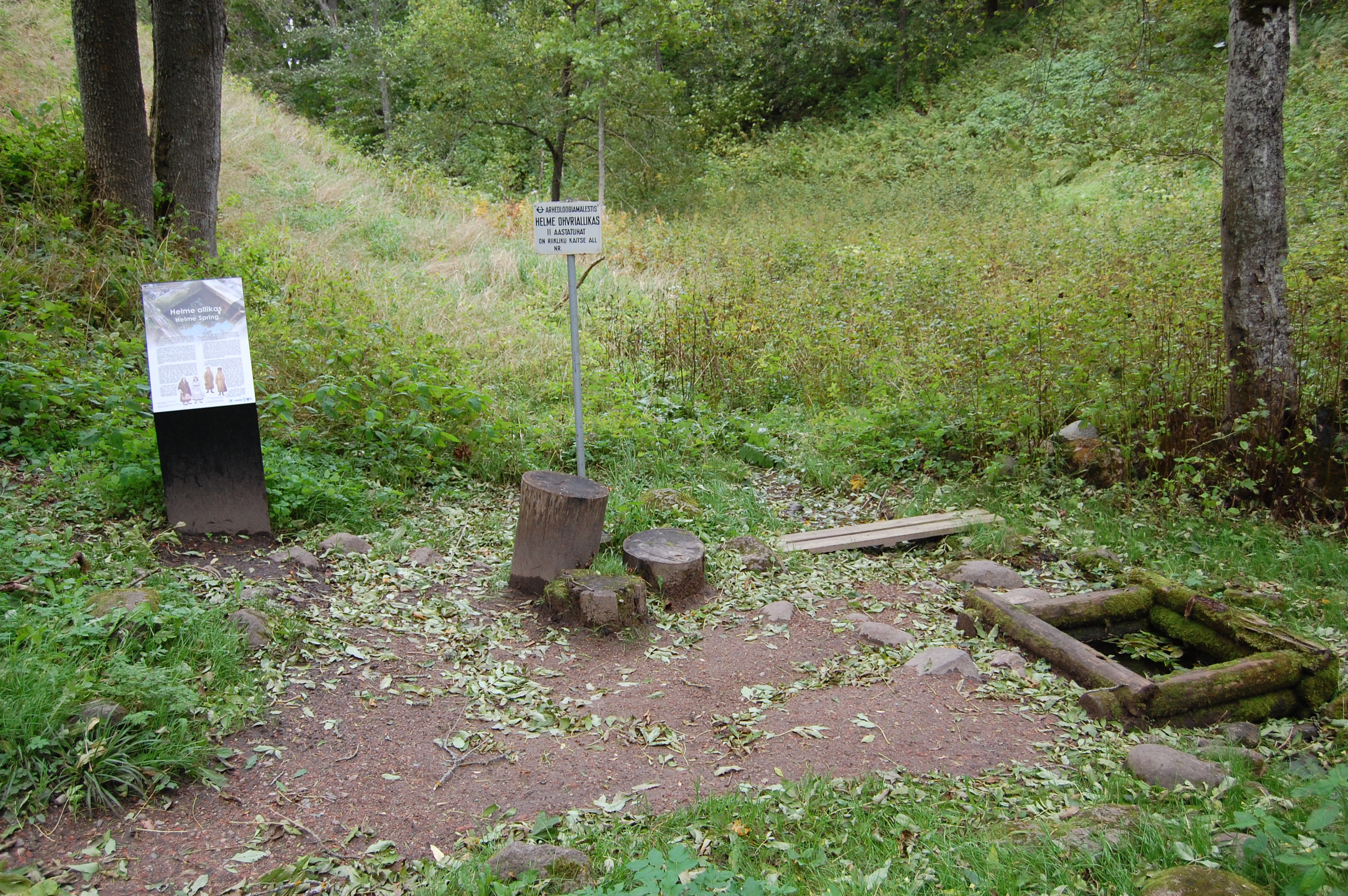
«Жемчужный» родник